# Hadroepistenia
Hadroepistenia är ett släkte av steklar. Hadroepistenia ingår i familjen puppglanssteklar.
Kladogram enligt Catalogue of Life:
| Hadroepistenia | \| \| Hadroepistenia erwini \| \| \| \| \| \| Hadroepistenia glabra \| \| \| \| |
|                | \| \| Hadroepistenia erwini \| \| \| \| \| \| Hadroepistenia glabra \| \| \| \| |
|                | Hadroepistenia erwini                                                           |
|                |                                                                                 |
|                | Hadroepistenia glabra                                                           |
|                |                                                                                 |